# Banco BPM
Banco BPM S.p.A. er en italiensk bankkoncern, der blev etableret 1. januar 2017 ved en fusion mellem Banco Popolare og Banca Popolare di Milano. BPM har hovedkvarterer i Verona og Milano. De har 3,8 mio. kunder og 1.727 filialer.